# Romantiquement vôtre
Albums de Mireille Mathieu
Fidèlement vôtre
(1978) Mireille Mathieu chante Paul Anka « Toi et Moi » 
(1979)
Singles
1. Un enfant viendra
Sortie : 1979
2. Par hasard
Sortie : 1979

Romantiquement vôtre est le dix-neuvième album francophone studio de la chanteuse française Mireille Mathieu, publié en 1979 sous le label Philips et distribué par Phonogram. Cet album est le neuvième album de la chanteuse à sortir sous le label Philips.

## Autour de l'album
Comme pour les albums précédents, la chanteuse s'entoure de nombreux auteurs et compositeurs fétiches comme Eddy Marnay (qui lui écrit pour cet album Le Village oublié, Les Violons de la Géorgie ou encore Les Jardins d'automne entre autres), Claude Lemesle (auteur de Il n'est resté que l'amour ou encore Mon Dieu, c'est un homme) et Christian Bruhn également qui compose les titres qui seront chantés également en allemand par la chanteuse : Le Village oublié et Un enfant viendra.
Sur cet album, Mireille enregistre deux titres avec les Petits chanteurs à la croix de bois : Le Village oublié et Un enfant viendra. 

## Chansons de l'album
| No  | Titre                                                            | Auteur                                     | Durée |
| --- | ---------------------------------------------------------------- | ------------------------------------------ | ----- |
| 1.  | Le Village oublié (avec les Petits chanteurs à la Croix de bois) | Eddy Marnay, Christian Bruhn               | 3:33  |
| 2.  | Par hasard                                                       | Claude Lemesle, Alice Dona                 | 2:17  |
| 3.  | Les Violons de la Géorgie                                        | Eddy Marnay, Ted Tilson                    | 2:44  |
| 4.  | Nous, les romantiques                                            | Claude Lemesle, Pierre Delanoë, Alice Dona | 3:54  |
| 5.  | Je n'ai qu'une vie                                               | Eddy Marnay, Don Costa                     | 2:50  |
| 6.  | Et l'amour va mourir                                             | Claude Lemesle, Pierre Delanoë, Alice Dona | 3:40  |
| 7.  | Un enfant viendra (avec les Petits chanteurs à la Croix de bois) | Eddy Marnay, Christian Bruhn               | 3:30  |
| 8.  | Danse la France                                                  | Eddy Marnay, Don Costa                     | 2:55  |
| 9.  | Les Jardins d'automne                                            | Eddy Marnay, Don Costa                     | 4:07  |
| 10. | Mon dieu, c'est un homme                                         | Claude Lemesle, Alice Dona                 | 3:40  |
| 11. | Il n'est resté que l'amour                                       | Claude Lemesle, Pierre Delanoë, Alice Dona | 3:50  |

## Crédits
Mireille Mathieu est accompagnée par :
- le grand orchestre de Don Costa
- collaboration musicale : François Rauber
- collaboration artistisque : Eddy Marnay
- prise de son : Lee Hershberg, Claude Ermelin
- photographie de la pochette est de Norman Parkinson.